# 인바이오젠
인바이오젠(영어: Inbiogen)은 버킷스튜디오 그룹계열의 키오스크 유통 및 F&B 기업이다.

## 역사
아티스(Arthis)라는 운동화 브랜드로 1983년에 설립되어 1998년 외환 위기로 국제상사가 부도나면서 법정관리를 받았고, 2007년 E1에 인수되었다. 2008년 LS 네트웍스로부터 분리됐다. 2008년부터는 주식회사 아티스로 독립했으며 2019년 주식회사 비티원으로 상호변경한 동시에 블록체인 기반 뱅킹, 송금, 결제 등 다양한 핀테크 사업을 신사업으로 추진하는 안을 통과했으며 2020년 11월 주식회사 인바이오젠으로 상호변경됐다.

## 논란
2022년과 2023년, 외부 감사인으로부터 재무제표에 대한 '의견거절'을 받으며 상장폐지 위기에 처한 적이 있으며 2023년 9월, 무상감자를 통해 자본금을 기존 704억 원에서 50억 원으로 축소하며 부채비율을 크게 낮추는 등 개선 조치를 취하여  한국거래소는 상장유지 결정을 내렸고, 2025년 초 거래가 재개되었다.

## 계열회사
- 버킷스튜디오
- 비덴트
- (주)엔아이지씨
- (주)비덴트에이엠씨